# لامور (إزار)
لامور هي بلدية في إزار في جنوب شرق فرنسا.